# Мельбурн (вулкан)
Ме́льбурн (англ. Melbourne) — действующий стратовулкан, находящийся в Антарктиде.

## География и геология
Стратовулкан высотой 2732 м расположен между ледниками Тинкер и Кэмпбелл на севере Земли Виктории в заливе Вуд в 25 милях 40 км к северо-западу от мыса Вашингтон. Имеет практически правильную коническую форму с пологими склонами и почти без следов ледниковой эрозии. Вытянут на северо-северо-восток. Объём конуса оценивается в 180 км³, окружающего вулканического поля — ещё в 250 км³.
В ранних материалах, посвящённых Антарктике, отмечается, что вулкан выглядит молодым, и проводится сравнение с вулканом Этна. В ходе экспедиции 1967 года на гребне и боковых стенах Мельбурна обнаружены многочисленные вторичные конусы, судя по внешнему виду, сформировавшиеся недавно. Наиболее ранний период вулканизма, по-видимому, относится к раннему плейстоцену; возраст наиболее древних открытых следов вулканизма на Мельбурне (трахитовый субаэральный игнимбрит) оценивается в 123,6±6 тысяч лет назад. Ближе к вершине расположены голоценовые отложения, кромку кратера образуют трахитовые и риолитовые пемзы, разбросанные также по склону, по-видимому, в результате извержений плинианского типа.
На вершине расположена вертолётная площадка и полярная станция.

## Активность
Возраст наиболее свежих вулканических отложений в силу несовершенства методов датировки оценивается приблизительно в 50±70 и 35±22 тысячи лет назад. Снимки кратера показывают, что вулкан был активен до 1750 года. В кратере находятся активные фумаролы. В хорошую погоду c вулкана можно увидеть острова Росса и Террор и вершины Плеяд.